# Драгобраште
Драгобраште (мкд. Драгобраште) је насеље у Северној Македонији, у источном делу државе. Драгобраште је у саставу општине Виница.

## Географија
Драгобраште је смештено у источном делу Северне Македоније. Од најближег града, Кочана, насеље је удаљено 20 km југоисточно.
Насеље Драгобраште се налази на југоисточном ободу Кочанског поља, плодне долине коју гради река Брегалница. Насеље је положено на приближно 550 метара надморске висине. Источно од насеља издиже се планина Голак.
Месна клима је континентална.

## Историја
По статистици секретара Бугарске егзархије, 1905. године Драгобраште је село са 488 православних Словена.

## Становништво
Драгобраште је према последњем попису из 2002. године имало 392 становника.
Претежно становништво у насељу су етнички Македонци (100%).
Већинска вероисповест месног становништва је православље.

## Село данас
Данас је Драгобраште село разбијеног вида, састављено од следећих засеока: Чукарлија, Мирмарци, Брбољковци, Софинци, Криворамци, Капетанци и других. У Драгобрашту се налази Основна школа „Никола Парапунов“. У засеоку Чукарлија се налази Богородичина црква, а у непосредној близини села се налази и познати Манастир Светог Спаса. У селу се налази пошта и дом здравља. Становништво се углавном бави земљорадњом и узгајивањем дувана.